# God Hand
God Hand (ゴッドハンド?, Goddo Hando) è un videogioco d'azione sviluppato da Clover Studio e pubblicato da Capcom nel 2006 per PlayStation 2. Il titolo è stato distribuito per PlayStation 3 tramite PlayStation Network.
L'ambientazione del picchiaduro a scorrimento possiede diverse sfumature, passando dallo stile western a quello post-apocalittico fino ad arrivare ad ambientazioni in stile "veneziano" o da Luna Park.

## Trama
Il protagonista del gioco è Gene, un ragazzo che casualmente si è trovato in mano il grande potere del Godhand (dall'inglese mano di Dio) con cui sconfiggerà una serie di nemici fino ad arrivare al cosiddetto boss finale. Sarà costretto ad affrontare una congrega di demoni, capeggiati dai Quattro Devas, che vuole impadronirsi del meraviglioso potere del God Hand. La leggenda narra che il God Hand riuscì ad annientare Angra, un angelo caduto che tronfio del suo orgoglio venne esiliato a vivere come Re dei Demoni, e che per rancore tentò di distruggere il genere umano.

## Modalità di gioco
La trama è narrata in livelli che fanno da sfondo a quello che veramente è God Hand: una guerra tra demoni a suon di pugni. I personaggi sono molto carismatici e caricaturali. L'atmosfera dà l'idea di una parodia del famoso fumetto Hokuto No Ken. Il ruolo cardine del titolo di Clover Studio risiede nella possibilità di personalizzare a proprio piacimento il set di attacchi del nostro protagonista. È infatti possibile assegnare gli attacchi a ogni tasto del controller conferendo così la capacità al giocatore di creare le sue combo adattandole al proprio stile di gioco. Molti attacchi hanno effetti extra come quello di poter stordire gli avversari o spezzare la loro guardia e sarà perciò fondamentale scegliere bene quali tecniche assegnare per potersi giostrare in modo efficace con i diversi nemici che si andranno a combattere. Le mosse a disposizione sono molte e possono essere sbloccate e acquistate progredendo nel gioco e investendo il denaro ottenuto nel corso della partita.
Un'altra componente interessante è rappresentata dalla funzione della levetta analogica destra con la quale è possibile eseguire una serie di schivate che se eseguite con la giusta tempistica ci permetteranno di evitare la maggior parte dei colpi dei nemici. Questa funzione si lega ad un'altra interessante meccanica del gioco poiché è proprio grazie alle nostre schivate che si andrà a determinare la difficoltà della partita; un cursore nella parte bassa dello schermo si andrà a riempire man mano che riusciremo ad eseguire schivate e a mettere a segno i nostri colpi. Quando l'indicatore si riempirà completamente il gioco passerà a un livello di difficoltà superiore fino a un massimo di 4 livelli, il che ovviamente si tradurrà con nemici sempre più veloci e agguerriti. Allo stesso modo ogni volta che si subirà danno lo stesso cursore si svuoterà diminuendo così la difficoltà del gioco. Questa semplice ma geniale meccanica permette non solo di regolare la difficoltà del gioco in tempo reale, ma permette anche di ricompensare l'abilità dei giocatori che riceveranno un premio di fine livello in base alla media di difficoltà che si è riuscita a mantenere per il corso della partita.
Grazie al potere del Godhand il giocatore ha inoltre due capacità speciali da sfruttare nei momenti di massima tensione:
- Le Tecniche Speciali (o Roulette): ovvero una serie di attacchi e colpi speciali con danni e aree d'effetto diverse. Sfruttare queste tecniche ha un costo in "sfere" che possono essere rigenerate solo grazie a speciali oggetti che vengono lasciati da alcuni nemici sconfitti o che possono essere trovati all'interno di casse o altri oggetti distruttibili. L'uso di queste tecniche rallenterà per alcuni istanti il tempo di gioco permettendo al giocatore di scegliere quale tecnica usare in base alla situazione (ad esempio una con una grande area d'effetto se si è circondati o magari una molto potente per una situazione 1vs1).
- Il Rilascio del Godhand: Gene rimuove momentaneamente i bracciali che limitano il potere del suo braccio destro, rilasciando così momentaneamente il vero potere del Godhand. Questo renderà il protagonista immune agli attacchi dei nemici e aumenterà notevolmente la potenza e la velocità dei propri. Può essere ricaricata schivando e attaccando, subendo danni o con dei particolari oggetti simili a riviste porno.

## Personaggi e Clover Studio
Il protagonista è Gene, un giovane svogliato e pigro, in cerca di donne e qualcosa da bere ma che sa  farsi avanti quando c'è da combattere affinché possa trionfare il bene…e per poter tornare in fretta alle sue dormite. Ma i personaggi che compaiono in gioco sono tanti e ognuno con una propria personalità altisonante e bizzarra. Tutto ciò fa sì che il videogiocatore si immerga completamente nel mondo di God Hand creato dalla mente degli sviluppatori di Clover Studio che hanno regalato ai videogiocatori moltissime altre perle da antologia del videogioco: la serie di Viewtiful Joe, Ōkami.
- Gene: il protagonista ventitreenne dallo schiaffo facile. Nonostante il suo aspetto da macho si rivela una persona gentile ed educata. Il suo personaggio è una chiara citazione dal ben noto Kenshiro ma con un carattere completamente differente. Gene è infatti un soggetto abbastanza comico, durante il gioco lo si può vedere in diverse gag abbastanza buffe, come quando litiga con Olivia o mentre prende in giro i suoi avversari. In genere è molto beffardo e tende a prendere poco sul serio i suoi nemici ma sembra provare un certo rispetto nei confronti della sua nemesi, Azel. La storia di Gene inizia con l'amputazione del suo braccio destro a seguito di un suo vano tentativo di salvare una ragazza importunata da un paio di demoni (che poi torneranno in seguito nel gioco come boss). La fanciulla in pericolo altri non è che la bella Olivia che per ringraziare il gesto cavalleresco di Gene decide di donargli il God Hand, salvandogli la vita. Forte del suo nuovo arto, imbevuto del potere divino, Gene è ora in grado di tenere testa ai numerosi demoni che gli ostacoleranno il cammino.
- Olivia: un'aitante diciannovenne diretta discendente dell'antica famiglia custode dei Godhand. Il destino vorrà che si incontri con il ribelle Gene che lo aiuterà a eliminare per sempre i demoni in cerca dell'"arto sacro". Fu infatti proprio Gene a salvare Olivia da alcuni demoni che per rappresaglia gli tagliarono via il braccio destro. Si presume che per ricambiare il favore Olivia consegno il Godhand a Gene in modo da salvargli la vita e sostituendo così il suo braccio appena amputato. Non si capisce bene se sia innamorata o meno di Gene poiché i due non fanno altro che litigare e farsi scherzi a vicenda. È chiaro però che il protagonista tema più l'ira di Olivia che un intero esercito di demoni e per questo motivo esegue ogni compito che la ragazza gli assegna.
- Belze: il leader dei Quattro Devas. Freddo e insensibile ha di giurato eterna fedeltà al Demone Angra. Il suo nome è un riferimento al noto demone Beelzebub noto anche come "Signore delle Mosche". Si scoprirà infatti che la vera forma di Belze assomiglia a quella di una gigantesca mosca demoniaca. Il suo aspetto umanoide è quello di un uomo d'affari sulla sessantina con un vestito gessato viola e una cravatta rossa. Durante le riunioni dei Quattro Devas è l'unico capace di mantenere l'ordine fra gli altri litigiosi membri. Sembra abbastanza insofferente nei confronti di Elvis e Shannon e per questo motivo non si fa problemi a mandarli avanti nel tentativo di sconfiggere il portatore del God Hand, pur sapendo delle loro scarse possibilità di riuscita. Si scoprirà alla fine che Belze aveva usato Azel come catalizzatore per la resurrezione di Angra.
- Azel: le sue ambizioni sono oscure al resto dei Devas. Si è unito a loro pur possedendo il secondo Godhand (che poi lui soprannominerà "Devilhand"), ovvero l'altro arto sacro che tempo fa era stato consegnato alla tribù di cui Olivia faceva parte. Più avanti nel gioco si scoprirà che fu proprio Azel, promesso sposo a Olivia, a distruggere la tribù nel tentativo di rubare entrambi i Godhand ma riuscendo a impossessarsi di uno solo poiché l'altro fu portato in salvo proprio da Olivia. È l'unico membro umano dei Quattro Devas. Al termine del gioco si scoprirà che Belze aveva pianificato dall'inizio di usare Azel come catalizzatore per la resurrezione di Angra. Quando scoprirà questo dettaglio per Azel sarà troppo tardi poiché la sua trasformazione sarà quasi immediata. Poco prima del compimento della sua metamorfosi in Angra, Azel si redimerà, decidendo di donare il suo God Hand a Gene che quindi sarà in possesso di entrambe le "braccia divine".
- Elvis: pur rimanendo un demone, Elvis si dimostra onesto e pieno di sentimenti anche se ha qualche affinità "rissosa" con Gene. Sicuramente uno dei personaggi più carismatici e più divertenti. È il primo dei Quattro Devas che sfiderà Gene. A seguito della sua sconfitta iniziale comunicherà agli altri demoni che effettivamente Gene è il portatore del God Hand. Il suo aspetto è un miscuglio fra quello di un capo della Yakuza e quello di un monaco Buddhista. Elvis fuma un sigaro enorme e ha una profonda infatuazione per Shannon dimostrandosi più volte geloso nei suoi confronti. La vera forma di Elvis è davvero spaventosa; oltre a diventare enorme e ad assumere un aspetto demoniaco, il suo ventre si trasforma in una grande testa mostruosa dotata di fauci e in grado di sputare sfere infuocare, mentre entrambe le estremità delle braccia diventano a loro volta due bocche infuocate. Al momento della sua sconfitta finale Gene si dirà dispiaciuto per la sua scomparsa poiché in fondo sapeva che sarebbero potuti andare d'accordo se non fossero stati nemici.
- Shannon: una demone donna piuttosto piccante e perfida. Shannon è la classica demonietta che si rifà alla famosa Lilith, con sembianze sexy e modi provocanti in aggiunta alla sua vistosa vena feticista e dominatrice. Ha le sembianze di un'attraente donna bionda con un vestito rosa che lascia intravedere varie parti del suo corpo. Durante il suo primo scontro con Gene usa come arma uno scettro magico simile a quello di Sailor Moon con il quale lancia cuoricini esplosivi e incantesimi in grado di trasformare il protagonista in un "Chihuahua Velenoso" (ovvero un chihuahua cui morso può essere letale per un uomo). Shannon sembra in effetti avere una grossa mania per questi cani demoniaci e ne possiede parecchi esemplari. Per quanto riguarda il suo rapporto con gli altri membri dei Quattro Devas, Shannon sembra provare una grande avversione per Elvis, respingendo ogni sua avance disgustata, mentre rispetta l'autorità di Belze e sembra intrigata dal fascino del Devil Hand  di Azel. Dopo la morte di Elvis sarà Shannon a voler affrontare Gene rivelando la sua vera forma demoniaca con il busto di un demone donna e la parte inferiore di una gigantesca creatura bipede dotata a sua volta di una testa propria. Una volta sconfitta da Gene verrà definitivamente distrutta da alcuni degli ostaggi umani che lei deteneva per i suoi giochi sadomaso.

## Accoglienza
La rivista Play Generation diede al gioco un punteggio di 89/100, trovandolo un titolo con otto livelli, extra a volontà, umorismo e un sistema di combattimento pressoché perfetto.